# Ковила травнева
Ковила́ травне́ва (Stipa majalis) — багаторічна рослина родини тонконогових, ендемік Причорномор'я. Вид занесений до Червоних книг України у статусі «Недостатньо відомий». Перспективна кормова і декоративна культура.

## Опис
Трав'яниста рослина заввишки 50-100 см, що утворює щільні дернини, гемікриптофіт. Квітконосні стебла під вузлами запушені дрібними волосками 0,1-0,2 мм завдовжки, під суцвіттям коротко-щетинисто-запушені. Листки безплідних пагонів щетиноподібні, щільно згорнуті: у різновиду majalis — зсередини голі, по жилках дещо шорсткі від шипиків, закручена частина остюка гладенька; у різновиду setulosissima — зсередини коротко-густо-волосисті, закручена частина остюка щетиниста.
Суцвіття — волоть, що складається з 5-9 колосків. Її вісь негусто щетинисто-волосиста. Нижня квіткова луска 18,5- 21,5 мм завдовжки, крайові смужки волосків на ній доходять до основи остюка. Остюк 30-39 см завдовжки. Перо 6-8 мм завширшки.

## Екологія та поширення
Вид світлолюбний і посухостійкий, віддає перевагу чорноземам і ґрунтам, багатим на вапно. Зростає у різнотравно-бородачевих та різнотравно-типчаково-ковилових степах з домінуванням ковили Лессінга.
Квітне у травні, плодоносить у червні. Розмножується насінням. Запилення і розповсюдження насіння відбувається за допомогою вітру. Насіннєве відтворення виявлених популяцій послаблене.
Ареал виду остаточно не встановлений. Усі знахідки ковили травневої здійснені на теренах Західного і Північного Причорномор'я, а саме на правому березі Тилігульського лиману. Найбільший осередок розташований біля села Причорноморське (Одеський район Одеської області).

## Значення і статус виду
Недостатня дослідженність виду, незначна чисельність загалом та ізольованість популяцій зумовлюють низьку стійкість ковили травневої до порушення середовища. Головними загрозами є випасання худоби, заліснення схилів, розорювання степів. Станом на 2015 рік жоден з осередків не знаходився в межах природоохоронних територій, отже для відновлення виду необхідно виявити усі місця зростання і створити там заказники.
Ковила травнева добре поїдається худобою, має високі декоративні якості, тому її можна розглядати як перспективний вид для введення в культуру.

## Синоніми
- Stipa setulosissima Klokov
- Stipa majalis subsp. setulosissima (Klokov) F. M. Vázquez & M. Gut.[1]
- Stipa majalis var. setulosissima (Klokov) Tzvelev